# Monteneuf
Monteneuf település Franciaországban, Morbihan megyében. Lakosainak száma 760 fő (2022. január 1.). Monteneuf Porcaro, Guer, Tréal, Réminiac, Augan és Carentoir községekkel határos.

## Népesség
A település népességének változása:
| Lakosok száma | 842  | 722  | 713  | 707  | 774  | 773  | 756  | 756  | 755  | 760  |
|               | 1968 | 1982 | 1990 | 2006 | 2013 | 2015 | 2017 | 2019 | 2020 | 2022 |